# CMS Made Simple
CMS Made Simple（CMSMS）是一个开源的内容管理系统，它为开发者、程序员、网站所有者提供了一个网页版的开发和管理界面。它获得了Packt Publishing评选出的2010年最佳开源内容管理系统年度奖。其它类似的内容管理系统还有Drupal, WordPress,eZ Publish和Joomla!。